# Mesochorus pullatus
Mesochorus pullatus är en stekelart som beskrevs av Dasch 1974. Mesochorus pullatus ingår i släktet Mesochorus och familjen brokparasitsteklar. Inga underarter finns listade i Catalogue of Life.